# Supermarine Swan
Supermarine Swan byl britský experimentální obojživelný dvouplošník postavený firmou Supermarine ve Woolstonu. Vznikl pouze jeden kus, který byl používán k linkové osobní přepravě mezi Anglií a Francií.

## Vznik a vývoj
Swan byl navržen R. J. Mitchellem, hlavním konstruktérem společnosti Supermarine, jako experimentální dvoumotorový dvouplošný obojživelný létající člun dřevěné konstrukce, vyvíjený současně s typem Supermarine Scylla pro Royal Air Force jako náhrada strojů Felixstowe F.5.
První prototyp, sériového čísla N175, poprvé vzlétl 25. března 1924, poháněn motory Rolls-Royce Eagle IX o výkonu po 350 hp (261 kW). Později byl opatřen motory Napier Lion o výkonu 450 hp (336 kW), a po demontáži podvozku byl v srpnu 1924 testován u Marine Aircraft Experimental Establishment. V roce  1926 stroj získal civilní registraci G-EBJY a byl zapůjčen Imperial Airways, které jej upravily pro přepravu deseti cestujících a používaly do roku 1927, kdy byl vyřazen.

## Uživatelé
- Spojené království
  - Royal Air Force
    - Marine Aircraft Experimental Establishment

  - Imperial Airways

## Specifikace
Údaje platí pro verzi s motorem Napier Lion

### Technické údaje
- Osádka: 1
- Kapacita: 10 cestujících nebo 1 852 kg (2 982 lb) nákladu
- Délka: 14,78 m (48 stop a 6 palců)
- Rozpětí: 20,93 m (68 stop a 8 palců)
- Výška: 5,57 m (18 stop a 3 palce)
- Nosná plocha: 117,6 m (1 266 čtverečních stop)
- Prázdná hmotnost: 4 588 kg (10 114 lb)
- Vzletová hmotnost: 6 219 kg (13 710 lb)
- Pohonná jednotka: 2 × kapalinou chlazený dvanáctiválcový motor s válci do W Napier Lion IIB
- Výkon pohonné jednotky: 336 kW (451 hp) každý

### Výkony
- Maximální rychlost: 175 km/h (94 uzlů, 109 mph)
- Cestovní rychlost: 148 km/h (80 uzlů, 92 mph)
- Pádová rychlost: 72 km/h (39 uzlů, 45 mph)
- Dolet: 480 km (260 nm, 300 mil)
- Praktický dostup: 3 110 m (10 200 stop)
- Stoupavost: 2,6 m/s (510 stop za minutu)
- Plošné zatížení křídel: 52,6 kg/m² (10,78 lb/ft²)